# Домиций Домициан
Луций Домиций Домициан (лат. Lucius Domitius Domitianus) — римский император-узурпатор, правивший с лета по конец 297 года.
Источники и нумизматические свидетельства указывают, что Домиций Домициан восстал против власти Диоклетиана в июне—июле 297 года. В марте того же года был принят новый закон о налогах. Вполне возможно, что восстание было спровоцировано именно этой причиной. Также вероятно, что причиной восстания Домиция Домициана была слабость императорской власти в Египте и что мятежник использовал это как почву для восстания. Но в конце 297 года Диоклетиан пошёл походом на Египет и, подчинив его, осадил Александрию.
Домиций Домициан скончался в декабре 297 года в самый разгар осады. По всей видимости, узурпатор действовал с Ахиллеем, который занимал должность корректора Египта. Именно его Домициан назначил своим наследником и руководителем обороны Александрии. В марте 298 года город сдался и Ахиллей был казнён.